# Никола Стаменић
Никола Стаменић (Београд, 17. април 1949) српски je ватерполо тренер.

## Биографија
Највећи успех је постигао 1991. као селектор СФРЈ, када је на Светском првенству у Перту освојена златна медаља. Исте године са плавима је стигао до злата на ЕП у Атини, док је шест година касније на истом такмичењу освојена сребрна медаља. На СП у Перту 1998. водио је екипу која је стигла до бронзе, а када је 1999. на Европском шампионату у Фиренци селекција СРЈ заузела тек седмо место, одлучио је да напусти кормило националног тима.
У клупској каријери је између осталих водио и Црвену звезду, Партизан, Олимпијакос, Бечеј, Марсељ, Јадран.